# Río Skawa
El río Skawa ( en alemán: Schaue ) es un río en el sur de Polonia, un afluente derecho del Vístula. Se origina en los Cárpatos occidentales ( Beskids ), tiene 96 km de longitud y drena 1.160 km². Pasa por varias ciudades: Jordanów, Maków Podhalański, Sucha Beskidzka, Wadowice y Zator, y todo el río se encuentra en el territorio de la voivodía de Pequeña Polonia.
El Skawa nace en el paso de Spytkowice, a una altitud de 700 metros sobre el nivel del mar. Como es un río de montaña y provoca frecuentes inundaciones, su regulación ha sido durante años una prioridad. La construcción de una presa en el pueblo de Świnna Poręba debía estar terminada en 2014. Se creará un embalse que evitará futuras inundaciones y que servirá de fuente de agua potable para la población local. El Skawa desemboca en el Vístula cerca del pueblo de Smolice.